# 杜桑·斯文托
杜桑·斯文托（1985年8月1日—）是一位斯洛伐克足球運動員。在場上的位置是左邊鋒或左後衛。他也代表斯洛伐克國家足球隊參賽。